# Lesachtal
Lesachtal (eslovè Holz) és un municipi austríac, dins de l'estat de Caríntia, però a la Val Canale. L'any 2007 tenia 1.560 habitants. Limita amb els municipis de Forni Avoltri, Paluzza, Sappada, Kötschach-Mauthen i Untertilliach.

## Divisió administrativa
Es divideix en 31 Ortschaften:
| - Assing (6) - Birnbaum (78) - Durnthal (15) - Egg (20) - Frohn (40) - Guggenberg (27) - Klebas (91) - Kornat (66) - Ladstatt (14) - Liesing (130) - Maria Luggau (256) | - Mattling (28) - Moos (25) - Niedergail (34) - Nostra (51) - Obergail (71) - Oberring (25) - Pallas (15) - Promeggen (14) - Raut (33) - Rüben (12) | - Salach (5) - Sankt Lorenzen im Lesachtal (319) - Stabenthein (14) - Sterzen (24) - Tiefenbach (7) - Tscheltsch (36) - Tuffbad (4) - Wiesen (34) - Wodmaier (34) - Xaveriberg (32) |

## Administració
| Període | Identitat          | Partit |
| ------- | ------------------ | ------ |
| 2003-   | Franz Guggenberger | SPÖ    |

L'ajuntament de la vila està format per 27 membres dels partits:
- 5 SPÖ
- 7 ÖVP
- 2 BZÖ
- 1 UBL (indep.)

| edit | Municipis del Districte d'Hermagor                                                                                        | Bandera de Caríntia |
| \| \| Dellach \\| Gitschtal \\| Hermagor-Pressegger See \\| Kirchbach \\| Kötschach-Mauthen \\| Lesachtal \\| Sankt Stefan im Gailtal \| | |                     |
| Mapa de Villach-Land | Dellach \| Gitschtal \| Hermagor-Pressegger See \| Kirchbach \| Kötschach-Mauthen \| Lesachtal \| Sankt Stefan im Gailtal |                     |